# Эльдинген
Эльдинген (нем. Eldingen) — община в Германии, в земле Нижняя Саксония.
Входит в состав района Целле. Подчиняется управлению Лахендорф. Население составляет 2158 человек (на 31 декабря 2010 года). Занимает площадь 56,71 км².

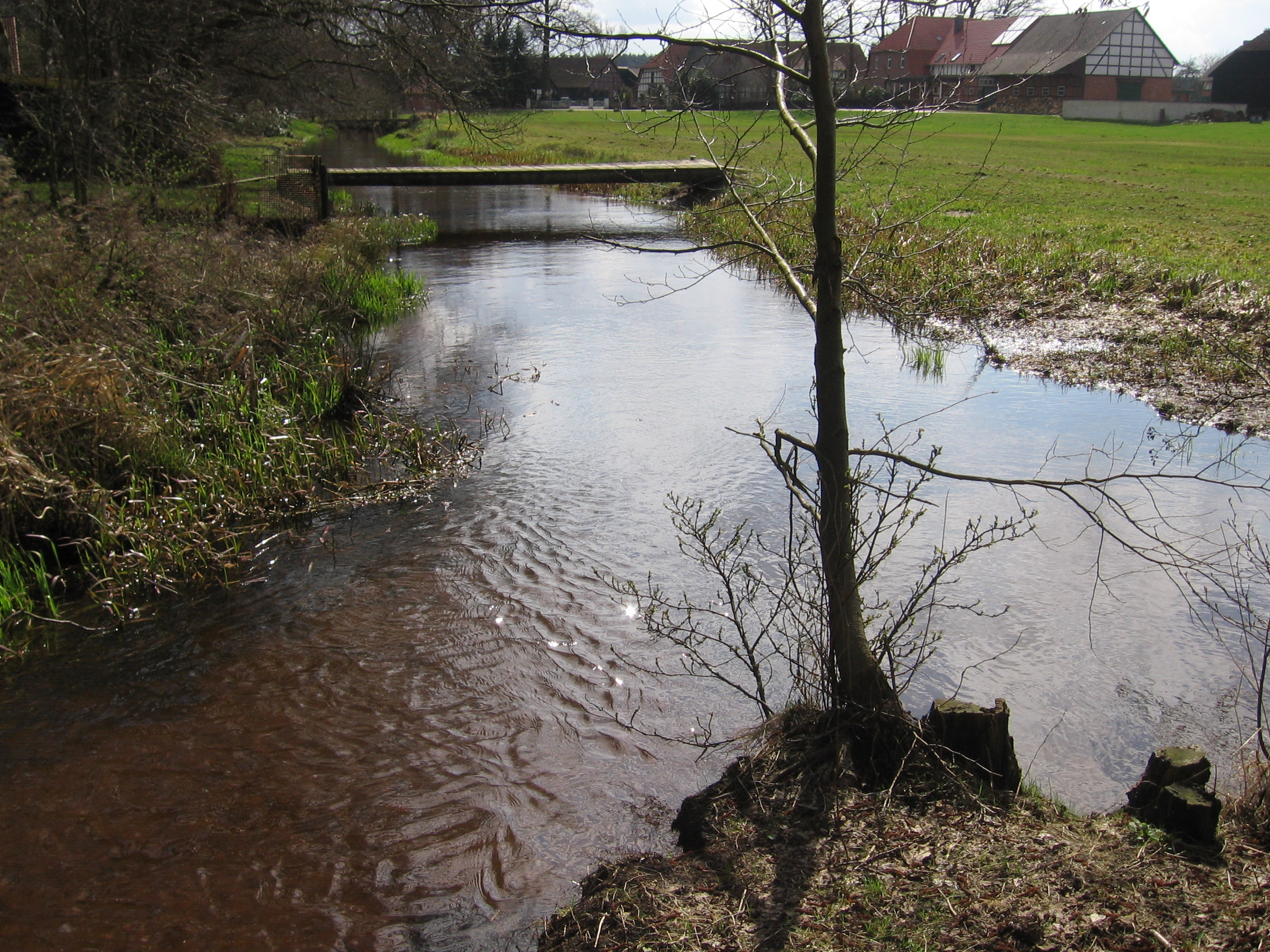
Эльдинген

| Год  | Население |
| ---- | --------- |
| 1990 | 1997      |
| 1995 | 2150      |
| 2000 | 2254      |
| 2005 | 2291      |
| 2010 | 2185      |